# Gary Ridgway
Gary Leon Ridgway, znan tudi kot Green River Killer, ameriški serijski morilec, *18. februar 1949.

## Zgodnje življenje
Gary Leon Ridgway se je rodil 18. februarja 1949 v Salt Lake Cityju v Utahu kot drugi od treh sinov Mary in Thomasa Ridgwaya. Ridgway je imel do svojega 13. leta težave z močenjem postelje. Kasneje je psihologom povedal, da je kot mladostnik večkrat imel nenadzorovane občutke jeze in spolne privlačnosti do matere in je fantaziral tudi o tem, da bi jo ubil.
Ridgway je disleksik in je v srednji šoli en razred ponavljal. Pri 16 letih je zabodel šestletnega dečka, ki je napad preživel. Ridgway je dečka odpeljal v gozd in ga zabodel skozi rebra v jetra.

## Odraslo življenje
Ridgway je leta 1969 maturiral na srednji šoli Tyee in se poročil s svojo 19-letno srednješolsko punco Claudio Kraig. Pridružil se je mornarici Združenih držav in bil poslan v Vietnam, kjer je služil na oskrbovalni ladji Med službovanjem v vojski je imel Ridgway pogosto spolne odnose s prostitutkami in je zbolel za gonorejo. Zakon se je končal v enem letu. Z drugo ženo Marcio je imel sina Matthewa (*1975).

## Umori
V osemdesetih in devetdesetih letih dvajsetega stoletja naj bi Ridgway umoril najmanj 71 najstnic in žensk v bližini Seattla in Tacome v Washingtonu. V sodnih izjavah je Ridgway kasneje priznal, da jih je ubil toliko, da jih je nehal šteti. Večina umorov se je zgodila med letoma 1982 in 1984. Žrtve naj bi bile večinoma prostitutke, ki jih je pobral ob južni pacifiški avtocesti. Pri ženskah si je Ridgway pridobil zaupanje tako, da jim je pokazal sliko sina. Ženske je ubil tako, da jih je med spolnim odnosom zadavil. Večino žrtev je ubil na svojem domu, v tovornjaku ali na osamljenem mestu.  Večino njihovih trupel so našli na območju okoli reke Green River, mednarodnega letališča Seattle–Tacoma in drugje v okrožju South King.
Ko so našli trupla, so bila ta pogosto v skupinah, gola in pozicirana. Ridgway se je kasneje vračal k žrtvam in imel z njimi spolne odnose. Ker večina trupel ni bila odkrita, vse dokler niso ostala samo okostja, sta ostali dve žrtvi še vedno neidentificirani. Ridgway je hotel svoje dejanje prikriti s stvarmi, kot so cigareti in pisala, ki so pripadala drugim, nekaj žrtev pa je prepeljal tudi čez meje države Oregon, da bi zmedel policijo.
V zgodnjih osemdesetih letih dvajsetega stoletja je šerif okrožja King ustanovil skupino, ki bi preiskovala »morilca ob reki Green River«. Člana skupine sta bila Robert Keppel in Dave Reichert, ki sta leta 1984 občasno intervjuvala Teda Bundyja. Bundy je pri tem primeru tudi sodeloval in ponudil svoje mnenje o psihologiji, motivaciji in vedenju morilca. Predlagal je, da bo morilec ponovno obiskoval odlagališča in izvajal spolne odnose s svojimi žrtvami, kar se je izkazalo za resnično. K preiskavi je prispeval tudi posebni agent FBI John E. Douglas, ki je razvil profil osumljenca.
Ridgway je bil aretiran leta 1982 in ponovno leta 2001 zaradi obtožb, povezanih s prostitucijo. Leta 1983 je postal osumljenec umorov v Green Riverju. Leta 1984 je Ridgway opravil poligrafski test.  Dne 7. aprila 1987 pa mu je policija vzela vzorce las in sline. 

## Aretacija
Vzorce, ki so jih zbrali, so pozneje podvrgli prstni odtisi, kar je zagotovilo dokaz nalog za njegovo  aretacijo. Dne 30. novembra 2001 ga je policija aretirala.  18. decembra 2003 je sodnik višjega sodišča okrožja King Richard Jones obsodil Ridgwaya na 48 dosmrtnih zaporov brez možnosti pogojnega izpusta in eno dosmrtno zaporno kazen, ki jo je treba prestajati zaporedno. Prav tako je bil obsojen na dodatnih 10 let zaradi prirejanja dokazov za vsako od 48 žrtev, s čimer je dodal 480 let svojim 48 dosmrtnim zaporni kaznim. 

## Žrtve
Pred Ridgwayjevim priznanjem so oblasti morilcu iz Green Rivera pripisovale 49 umorov.  Ridgway je priznal umor najmanj 71 žrtev.  Ridgwayjeve žrtve niso bile ženske nobene posebne rase ali etnične pripadnosti, temveč so bile vse ženske, stare od 14 do 26 let (razen 3), za katere je ugotovil, da so bile v ranljivih okoliščinah, pogosto so delale kot prostitutke ali so pobegnile od doma.
Ridgwaya je v času do aretacije ubil najmanj 49 žrtev. 
| #  | Ime                                 | Starost | Izginotje                   | Najdeno truplo      |
| -- | ----------------------------------- | ------- | --------------------------- | ------------------- |
| 1  | Wendy Lee Coffield                  | 16      | 8. julij, 1982              | 15. julij, 1982     |
| 2  | Gisele Ann Lovvorn                  | 17      | 17. julij, 1982             | 25. september, 1982 |
| 3  | Debra Lynn Bonner                   | 23      | 25. julij, 1982             | 12. avgust, 1982    |
| 4  | Marcia Fay Chapman                  | 31      | 1. avgust, 1982             | 15. avgust, 1982    |
| 5  | Cynthia Jean Hinds                  | 17      | 11. avgust, 1982            | 15. avgust, 1982    |
| 6  | Opal Charmaine Mills                | 16      | 12. avgust, 1982            | 15. avgust, 1982    |
| 7  | Terry Rene Milligan                 | 16      | 29. avgust, 1982            | 1. april, 1984      |
| 8  | Mary Bridget Meehan                 | 18      | 15. september, 1982         | 13. november, 1983  |
| 9  | Debra Lorraine Estes                | 15      | 20. september, 1982         | 30. maj, 1988       |
| 10 | Linda Jane Rule                     | 16      | 26. september, 1982         | 31. januar, 1983    |
| 11 | Denise Darcel Bush                  | 23      | 8. oktober, 1982            | 12. junij, 1985     |
| 12 | Shawnda Leea Summers                | 16      | 9. oktober, 1982            | 11. avgust, 1983    |
| 13 | Shirley Marie Sherrill              | 18      | 20.-22. oktober, 1982       | 14. junij, 1985     |
| 14 | Rebecca "Becky" Marrero             | 20      | 3. december, 1982           | 21. december, 2010  |
| 15 | Colleen Renee Brockman              | 15      | 24. december, 1982          | 26. maj, 1984       |
| 16 | Sandra Denise Major                 | 20      | 24. december, 1982          | December 30, 1985   |
| 17 | Wendy Stephens                      | 14      | Umrla enkrat pomladi 1983   | 21. marec, 1984     |
| 18 | Alma Ann Smith                      | 18      | 3. marec, 1983              | 2. april, 1984      |
| 19 | Delores LaVerne Williams            | 17      | 8.-14. marec, 1983          | 31. marec, 1984     |
| 20 | Gail Lynn Mathews                   | 23      | 10. april, 1983             | 18. september, 1983 |
| 21 | Andrea Marion Childers              | 19      | 14. april, 1983             | 11. oktober, 1989   |
| 22 | Sandra Kay Gabbert                  | 17      | 17. april, 1983             | 1. april, 1984      |
| 23 | Kimi-Kai Pitsor                     | 16      | 17. april, 1983             | 15. december, 1983  |
| 24 | Marie M. Malvar                     | 18      | 30. april, 1983             | 26. september, 2003 |
| 25 | Carol Ann Christensen               | 21      | 3. maj, 1983                | 8. maj, 1983        |
| 26 | Martina Theresa Authorlee           | 18      | 22. maj, 1983               | 14. november, 1984  |
| 27 | Cheryl Lee Wims                     | 18      | 23. maj, 1983               | 22. marec, 1984     |
| 28 | Yvonne "Shelly" Antosh              | 19      | 31. maj, 1983               | 15. oktober, 1983   |
| 29 | Carrie Ann Rois                     | 15      | 31. maj-13. junij, 1983     | 10. marec, 1985     |
| 30 | Constance Elizabeth Naon            | 19      | 8. junij, 1983              | 27. oktober, 1983   |
| 31 | Kelly Marie Ware                    | 22      | 18. julij, 1983             | 29. oktober, 1983   |
| 32 | Tina Marie Thompson                 | 21      | 25. julij, 1983             | 20. april, 1984     |
| 33 | April Dawn Buttram                  | 16      | 18. avgust, 1983            | 30. avgust, 2003    |
| 34 | Debbie May Abernathy                | 26      | 5. september, 1983          | 31. marec, 1984     |
| 35 | Tracy Ann Winston                   | 19      | 12. september, 1983         | 27. marec, 1986     |
| 36 | Maureen Sue Feeney                  | 19      | 28. september, 1983         | 2. maj, 1986        |
| 37 | Mary Sue Bello                      | 25      | 11. oktober, 1983           | 12. oktober, 1984   |
| 38 | Pammy Annette Avent                 | 15      | 26. oktober, 1983           | 16. avgust, 2003    |
| 39 | Delise Louise Plager                | 22      | 30. oktober, 1983           | 14. februar, 1984   |
| 40 | Kimberly L. Nelson                  | 21      | 1. november, 1983           | 14. junij, 1986     |
| 41 | Lisa Yates                          | 19      | 23. december, 1983          | 13. marec, 1984     |
| 42 | Mary Exzetta West                   | 16      | 6. februar, 1984            | 8. september, 1985  |
| 43 | Cindy Anne Smith                    | 17      | 21. marec, 1984             | 27. junij, 1987     |
| 44 | Patricia Michelle Barczak           | 19      | 17. oktober, 1986           | 3. februar, 1993    |
| 45 | Roberta Joseph Hayes                | 21      | 7. februar, 1987            | 11. september, 1991 |
| 46 | Marta Reeves                        | 36      | 5. marec, 1990              | 20. september, 1990 |
| 47 | Patricia Yellowrobe                 | 38      | januar 1998                 | 6. avgust, 1998     |
| 48 | Neznana bela ženska (Jane Doe B-17) | 14–18   | december 1980 – januar 1984 | 2. januar, 1986     |
| 49 | Neznana ženska (Jane Doe B-20)      | 13–24   | 1973–1993                   | 21. avgust, 2003    |